# بطولة الفرق السداسية الرجالية العالمية دبليو سي دبليو
كانت بطولة الفرق السداسية الرجالية العالمية دبليو سي دبليو بطولة مصارعة محترفة في وورلد تشامبيونشيب ريسلينغ طوال عام 1991. تم اعتبارها نسخة متجددة من بطولة الفرق السداسية الرجالية العالمية إن دبليو إيه التي تم استخدامها في منظمات جيم كروكيت؛ وعلى عكس البطولة السابقة، والذي غالبًا ما كان يفوز بها المصارعون الرئيسيون بين نزاعاتهم على اللقب الفردي، فقد تم استخدام هذا اللقب في الغالب لدفع مصارعي البطاقات المتوسطة. الرجال الوحيدون الذين فازوا باللقب مرتين هم ريكي مورتون وتومي ريتش. تم التخلي عن البطولة في نوفمبر 1991.
بعد أشهر ، في عددي 23 و30 مايو من مجلة دبليو سي دبليو خلال برنامج وورلدوايد دبليو سي دبليو، ذكر المذيع إريك بيشوف أن لقب الفرق الثلاثية سيكون على المحك في حدث بيتش بلاست 1992، عندما سيتواجه فريق بوبي إيتون وأرن أندرسون وستيف أوستن ضد فريق باري ويندهام وداستن رودز ونيكيتا كولوف. يبدو أن فكرة إعادة الألقاب قد تغيرت، حيث صارت المباراة قياسية (أي ليست على اللقب) بين الفريقين.

## العهود
| الرقم.  | رقم المباراة على اللقب    |
| فترة    | عدد مرات الحصول على اللقب |
| بالأيام | عدد أيام الاحتفاظ باللقب  |

| #. | البطل                                                          | تغير البطل      | تغير البطل          | تغير البطل          | إحصاءات الفترات | إحصاءات الفترات | ملاحظات                                                     | مصدر. |
| #. | البطل                                                          | التاريخ         | الحدث               | الموقع              | الفترة          | الأيام          | ملاحظات                                                     | مصدر. |
| -- | -------------------------------------------------------------- | --------------- | ------------------- | ------------------- | --------------- | --------------- | ----------------------------------------------------------- | ----- |
| 1  | جانكيارد دوغ وريكي مورتون وتومي ريتش                           | فبراير 17, 1991 | عرض المنزل (مصارعة) | أتلانتا في جورجيا   | 1               | 106             | فازوا على بادي لانديل وداتش مانتل والدكتور إكس في عرض منزل. | [ 2 ] |
| 2  | ذا فابيولوس فريبايردز (بادستريت وجيمي غارفين ومايكل هايز)      | يونيو 3, 1991   | ماين إيفينت         | برمنغهام (ألاباما)  | 1               | 63              | بثت في 30 يونيو 1991 في بث متأخر.                           | [ 1 ] |
| 3  | بيغ جوش وداستن رودز وتوم زينك                                  | أغسطس 5, 1991   | وورلدوايد           | سانت جوزيف (ميزوري) | 1               | 64              | بثت في 24 أغسطس 1991 في بث متأخر.                           | [ 1 ] |
| 4  | مؤسسة يورك (ريتشارد مورتون (2) وتوماس ريتش (2) وتيرانس تايلور) | أكتوبر 8, 1991  | ماين إيفينت         | مونتغمري (ألاباما)  | 1               | 57              | بثت في 10 نوفمبر 1991 في بث متأخر.                          |       |
| —  |                                                                | ديسمبر 4, 1991  | —                   | —                   |                 |                 |                                                             |       |

## العهود مجتمعة

### حسب المصارع
| ¤ | الطول الدقيق لعهد اللقب غير مؤكد؛ قد لا يكون الطول المجمع صحيحًا. |

| مرتبة | المصارع                    | رقم العهد | مجموع الأيام |
| ----- | -------------------------- | --------- | ------------ |
| 1     | ريتشارد مورتون/ريكي مورتون | 2         | 160¤         |
| 1     | توماس ريتش/تومي ريتش       | 2         | 160¤         |
| 3     | جنكيارد دوغ                | 1         | 106          |
| 4     | بيغ جوش                    | 1         | 64           |
| 4     | داستن رودز                 | 1         | 64           |
| 4     | توم زينك                   | 1         | 64           |
| 7     | بادستريت                   | 1         | 63           |
| 7     | جيمي غارفين                | 1         | 63           |
| 7     | مايكل هايز                 | 1         | 63           |
| 10    | تيرانس تايلور              | 1         | 61¤          |